# 藤原弟河
藤原 弟河（ふじわら の おとかわ）は、平安時代初期の貴族。藤原南家、大納言・藤原雄友の子。官位は従五位下・伊賀守。名は弟川とも表記される。

## 経歴
弘仁4年（813年）従五位下に叙爵し、伊勢介に任ぜられる。その後、越前介・伊賀守と地方官を歴任した。

## 官歴
注記のないものは『六国史』による。
- 時期不詳：正六位上
- 弘仁4年（813年）正月7日：従五位下。正月10日：伊勢介
- 時期不詳：越前介[2]。伊賀守[2]

## 系譜
『尊卑分脈』による。
- 父：藤原雄友
- 母：石川垣守の娘
- 妻：藤原真友の娘
  - 男子：藤原高扶